# Кубок Президента ОАЕ з футболу 2024—2025
Кубок Президента ОАЕ з футболу 2024—2025 — 48-й розіграш кубкового футбольного турніру в ОАЕ.

## Календар
| Раунд        | Дата               | Матчі | Клуби   |
| ------------ | ------------------ | ----- | ------- |
| Перший раунд | 20-21 вересня 2024 | 7     | 29 → 22 |
| Другий раунд | 27 вересня 2024    | 4     | 22 → 18 |
| Третій раунд | 1 грудня 2024      | 2     | 18 → 16 |
| 1/8 фіналу   | 17–19 жовтня 2024  | 8     | 16 → 8  |
| 1/4 фіналу   | 25-27 січня 2025   | 4     | 8 → 4   |
| 1/2 фіналу   | 2 квітня 2025      | 2     | 4 → 2   |
| Фінал        | 9 травня 2025      | 1     | 2 → 1   |

## 1/8 фіналу
| Команда 1              | Рахунок | Команда 2      |
| ---------------------- | ------- | -------------- |
| 17 жовтня 2024         |         |                |
| Хатта (2)              | 0:4     | Аль-Айн        |
| Дібба Аль-Фуджайра (2) | 0:1     | Баніяс         |
| 18 жовтня 2024         |         |                |
| Ан-Наср                | 0:2     | Шарджа         |
| Аджман                 | 2:1     | Хаур-Факкан    |
| Аль-Васл               | 3:1     | Аль-Вахда      |
| 19 жовтня 2024         |         |                |
| Дібба Аль-Хісн         | 0:2     | Шабаб Аль-Аглі |
| Аль-Джазіра            | 1:0     | Аль-Уруба      |
| Аль-Батаех             | 0:3     | Кальба         |

## 1/4 фіналу
| Команда 1      | Рахунок | Команда 2   |
| -------------- | ------- | ----------- |
| 25 січня 2025  |         |             |
| Шабаб Аль-Аглі | 2:1     | Аджман      |
| Аль-Айн        | 0:1     | Аль-Джазіра |
| 26 січня 2025  |         |             |
| Аль-Васл       | 2:0     | Кальба      |
| 27 січня 2025  |         |             |
| Баніяс         | 0:1     | Шарджа      |

## 1/2 фіналу
| Команда 1     | Рахунок | Команда 2      |
| ------------- | ------- | -------------- |
| 2 квітня 2025 |         |                |
| Шарджа        | 3:1 дч  | Аль-Джазіра    |
| Аль-Васл      | 0:1     | Шабаб Аль-Аглі |

## Фінал
| 9 травня 2025 18:30 (EEST) |

| Шарджа     | 1:2      | Шабаб Аль-Аглі   |
| ---------- | -------- | ---------------- |
| Мелоні 14' | Протокол | Сезар 45+2', 64' |

| Мохаммед бін Заєд, Абу-Дабі Арбітр: Франсуа Летексьє |